# Aedes mitchellae
Aedes mitchellae är en tvåvingeart som först beskrevs av Dyar 1905.  Aedes mitchellae ingår i släktet Aedes och familjen stickmyggor. Inga underarter finns listade i Catalogue of Life.